# George C. Jenkins
George C. Jenkins (Baltimore, 19 de novembro de 1908 — Santa Monica, 6 de abril de 2007) é um diretor de arte estadunidense. Venceu o Oscar de melhor direção de arte na edição de 1977 por All the President's Men, ao lado de George Gaines.